# Wohn- und Wirtschaftsgebäude Lindenstraße 53
Das Wohn- und Wirtschaftsgebäude Lindenstraße 53 beim Wasserturm in der niedersächsischen Stadt Osterholz-Scharmbeck, Ortsteil Osterholz, stammt vom Anfang des 17. und vom 20. Jahrhundert. Aktuell (2025) wird es wohl landwirtschaftlich genutzt.
Die Wirtschaftsfassade des Gebäudes steht unter Denkmalschutz (siehe auch Liste der Baudenkmale in Osterholz-Scharmbeck).

## Geschichte und Beschreibung
Das eingeschossige traufständige Zweiständer-Hallenhaus in Fachwerk, teils mit dekorativen Steinausfachungen und Krüppelwalmdach sowie der Grooten Door mit Rundbogen wurde 1601 (Inschrift) gebaut. Erhalten blieb nach einem Neubau von 1962 der denkmalgeschützte Wirtschaftsgiebel in gleichmäßiger Konstruktion mit geschwungenen Fußstreben und dem vorkragenden Obergeschoss. Er ist einer der ältesten Giebel eines Bauernhofes im Landkreis.
Das Landesdenkmalamt befand u. a.: „… Wirtschaftsgiebel in aufwändigen Fachwerkformen …“